# Колобовское сельское поселение (Волгоградская область)
Ко́лобовское се́льское поселе́ние — муниципальное образование в составе Ленинского района Волгоградской области.
Административный центр — село Колобовка.

## История
Колобовщина (Растегаевка) — село Астраханской губернии, Царевского уезда, в 7 верстах от уездного города, при реке Ахтубе. Основано в 1833 г. и получило название по первому поселившемуся здесь крестьянину. 520 дворов, 3368 душ обоего пола (1686 мужчин и 1682 женщины), 1 церковь, 2 училища с 97 учащимися, 5 лавок, 14 ветряных мельниц, 3 кузницы, 1 питейное заведение. Несколько курганов, называемые "Мамаевскими"; предполагают, что здесь находилась некогда знаменитая столица Кипчакской орды, "Сарай". При разрытии, в 1858 г., курганов, в них найдена золотая чаша с арабской надписью. 
Современное Колобовское сельское поселение образовано 14 февраля 2005 года в соответствии с Законом Волгоградской области № 1004-ОД.

## Население
| 2010 | 2012  | 2013  | 2014  | 2015 | 2016 | 2017 |
| ---- | ----- | ----- | ----- | ---- | ---- | ---- |
| 862  | ↗870  | ↗871  | ↘870  | ↘861 | ↘828 | ↗831 |
| 2018 | 2019  | 2020  | 2021  |      |      |      |
| ↘816 | ↗1024 | ↘1022 | ↘1002 |      |      |      |

## Состав сельского поселения
| № | Населённый пункт | Тип населённого пункта       | Население |
| - | ---------------- | ---------------------------- | --------- |
| 1 | Колобовка        | село, административный центр | ↘1002     |